# Osteocalcina
La osteocalcina es una hormona peptídica lineal formada por 49 aminoácidos y producida por los osteoblastos durante la formación ósea, incorporándose dentro de la matriz del hueso. Este péptido tiene una vida media muy corta; se metaboliza en el hígado y el riñón rápidamente. Puede unirse a la hidroxiapatita.
Alrededor del 20% de la osteocalcina sintetizada no se incorpora al hueso, pasando a la circulación sanguínea y pudiendo ser medida en suero. En mujeres normales y en mujeres con osteoporosis, los niveles de osteocalcina correlacionan positivamente con el cociente de formación ósea, medida por histomorfometría.
Se observan incrementos de osteocalcina en aquellas patologías donde hay un incremento de la formación del hueso o, lo que es lo mismo, un aumento en la actividad osteoblástica. En estos casos las concentraciones de osteocalcina correlacionan bien con otros marcadores como la fosfatasa alcalina y la histomorfometría ósea. También aumenta en la insuficiencia renal aguda, dado su metabolismo renal.

## Utilidad clínica
Su utilidad clínica es la de marcador del metabolismo óseo (formación y remodelación ósea).
Un aumento en los niveles de osteocalcina puede indicar:
- Enfermedad de Paget (osteítis deformante),
- hiperparatiroidismo,
- hipertiroidismo,
- osteomalacia,
- osteodistrofia renal y acromegalia,
- metástasis óseas (ocasionalmente),
- recuperación de fracturas óseas,
- osteoporosis,
- insuficiencia renal crónica.

En cambio, un descenso puede indicar:
- Hipotiroidismo,
- hipoparatiroidismo,
- déficit de hormona de crecimiento,
- cirrosis biliar.